# Portapalloni

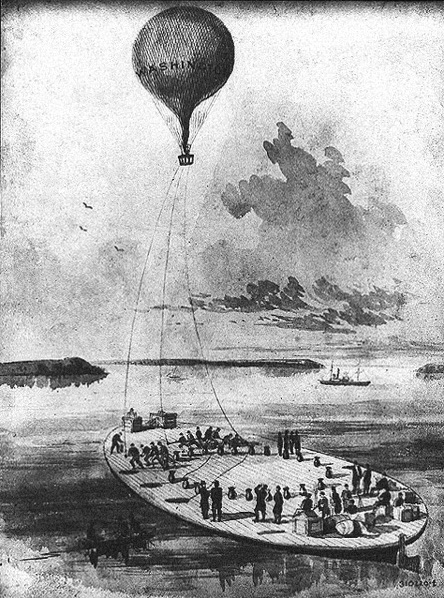
La USS George Washington Parke Custis, che operò come porta palloni per la marina unionista durante la guerra di secessione americana.

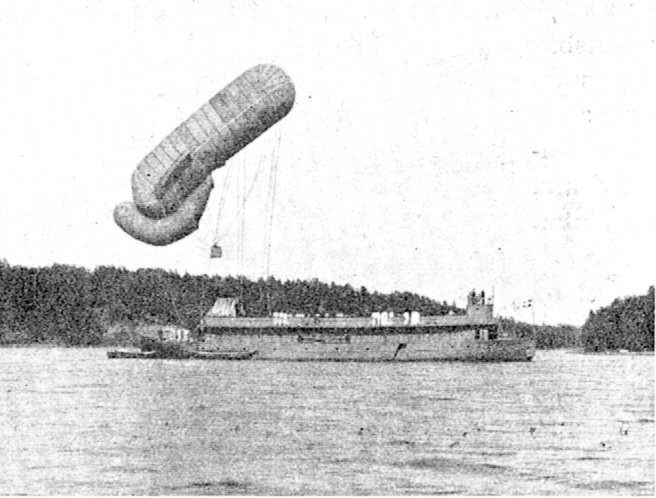
Una porta palloni svedese nel 1907

Una portapalloni era una nave dotata di una mongolfiera legata a essa per mezzo di un cavo, solitamente utilizzata per l'osservazione dell'ambiente circostante. Realizzate tra la seconda metà del XIX secolo e l'inizio del ventesimo, queste navi avevano quindi lo scopo di far avere alla flotta la più ampia visuale possibile delle zone circostanti, tuttavia, poco dopo la formalizzazione di questo genere di navi, avvenuta all'inizio del Novecento, esse furono sostituite dallo sviluppo di portaerei e navi appoggio idrovolanti all'inizio della Prima guerra mondiale.

## Storia

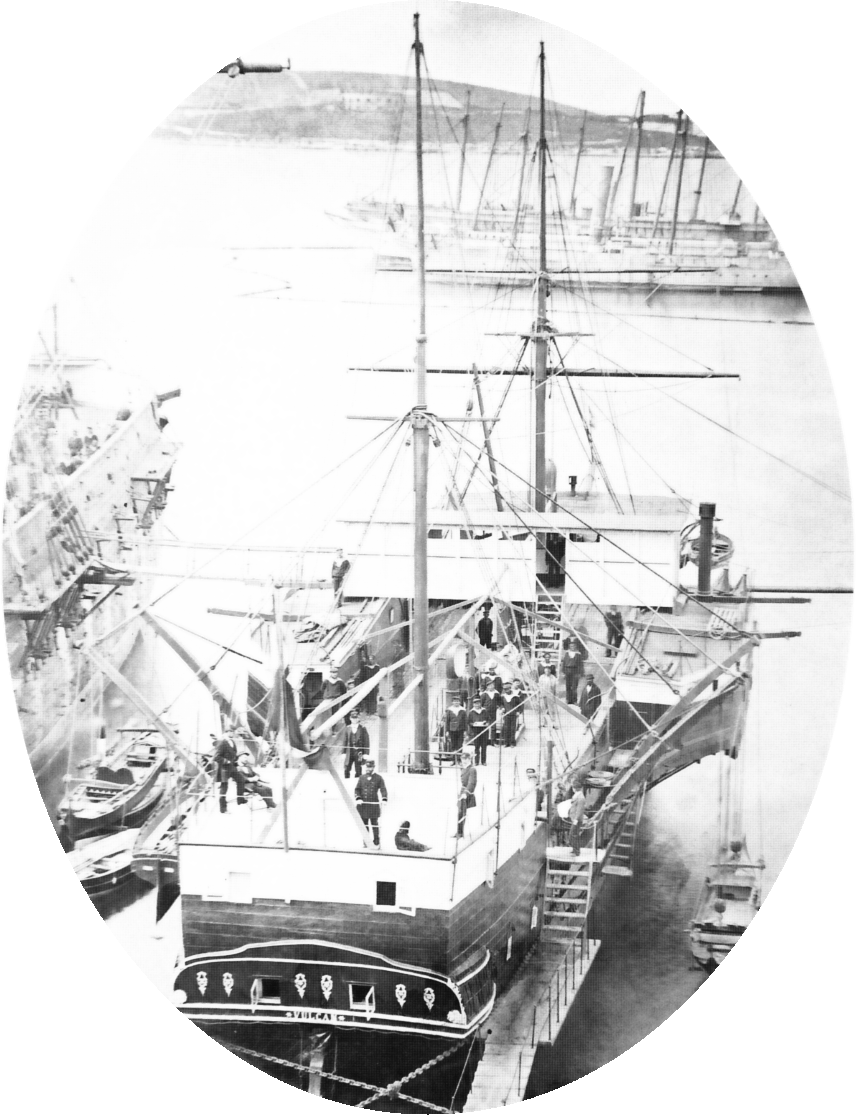
L'SMS Vulcano, la prima nave coinvolta in un bombardamento aereo nella storia.

I palloni aerostatici furono i primi mezzi aerei a essere utilizzati per scopi militari. Già nel 1798, durante la campagna d'Egitto napoleonica, la nave Le Patriote trasportava una mongolfiera con lo scopo di lanciarla nei pressi della costa così da poter effettuare una ricognizione del territorio; tuttavia la nave affondò al largo di Alessandria d'Egitto prima che potesse aver luogo il primo volo e dunque il primo utilizzo bellico dei palloni, che avvenne solo una cinquantina d'anni più tardi. Nel 1849, infatti, durante la prima guerra d'indipendenza italiana, la nave da guerra austriaca SMS Vulcano prese parte a quella che fu la prima aggressione bellica portata avanti con l'uso di palloni aerostatici, servendo come portapalloni in quello che fu peraltro il primo uso offensivo di mezzi aerei nell'aviazione di marina. In particolare, le forze austriache che assediavano Venezia tentarono di far volare circa 200 mongolfiere di carta, ognuna delle quali trasportava una bomba pesante da 10 a 15 chilogrammi che doveva essere sganciata sopra la città assediata, con una miccia a tempo, facendole decollare non solo da terra ma anche dal Vulcano. Nonostante l'utilizzo di piccoli palloni pilota, precedentemente lanciati così da capire le condizioni del vento e calibrare di conseguenza le micce presenti sui palloni successivi, la maggior parte di questi ultimi mancò il bersaglio proprio a causa dei cambiamenti del vento avvenuti dopo il lancio; inoltre, se è vero che almeno una bomba cadde sulla città, alcune di esse tornarono invece, nella loro deriva, proprio sopra le linee austriache e lo stesso Vulcano.
Più tardi, durante la guerra di secessione americana, e in particolare al tempo della Campagna peninsulare, gli unionisti utilizzarono dei palloni aerostatici per effettuare ricognizioni sulle posizioni confederate. In seguito, gli scontri si spostarono nell'entroterra della penisola della Virginia, in aree densamente boscose dove i palloni aerostatici non potevano viaggiare via terra, di conseguenza, una chiatta per il carbone, la George Washington Parke Custis, fu convertita in una specie di pontone sgomberando il ponte da tutti gli armamenti presenti così da creare spazio per ospitare i generatori di gas e i palloni aerostatici e diventando quindi la prima vera e propria nave porta palloni, e in generale porta aeromobili, della storia. Fu proprio da questa nave che il professor Thaddeus S. C. Lowe, comandante della Union Army Balloon Corps, fece le sue prime ascensioni sul fiume Potomac a cui fecero seguito le sue trionfali rivendicazioni. In seguito, diverse altre chiatte furono trasformate in portapalloni per il trasporto degli aerostati lungo i corsi d'acqua orientali, senza peraltro mai navigare in alto mare. Anche i confederati si dotarono di una portapalloni, il CSS Teaser, che fu in servizio dal 1861 al 1862, e in particolare come portapalloni sul fiume James nel 1862, fino a quando fu catturata dalla marina dell'Unione.
Nel 1913, l'ingegnere spagnolo Leonardo Torres y Quevedo progettò anche un nuovo tipo di imbarcazione chiamata "Camp-Vessel", dedicata al trasporto di dirigibili attaccati a un albero di attracco. In seguito, Quevedo offrì il brevetto all'esercito britannico, il quale tuttavia decise di non dare seguito al progetto.
Allo scoppio della prima guerra mondiale, il modello di nave portapalloni era ormai stato formalizzato e diverse marine militari, tra cui quella francese, quella russa, quella tedesca e quella italiana, si erano dotate di almeno una nave di questo tipo, per una decina di natanti in tutto. Per quanto riguarda la Regia Marina, ad esempio, la prima nave ad essere adattata in questo senso fu il Caval Marino, un ex-veliero disalberato, trasformato allo scopo già ai tempi della guerra italo-turca del 1911-12 e poi utilizzato a ridosso del Piave durante la Grande Guerra, a cui seguirono due bette, l'Umberto Missona e il Luigi Mina, quest'ultimo poi utilizzato in particolare per la vigilanza antisommergibili prima a Brindisi e poi a Siracusa, che furono trasformate presso l'Arsenale della Spezia nel 1916 con l'installazione di equipaggiamenti comprendenti un generatore d'idrogeno e dei serbatoi per contenere tale gas, nonché tutti i dispositivi per il sollevamento e l'ammaina del pallone, quali cavi e verricelli, e per la sua manutenzione.
Una volta terminato il conflitto, con l'utilizzo degli idrovolanti, e di conseguenza delle navi deputate al loro supporto, che prese sempre più piede, le portapalloni furono via via dismesse, o convertite in navi appoggio idrovolanti, dalle varie marine nazionali.